# Palhete
Palhete (ou palheto, ou palhento) é um vinho obtido da curtimenta parcial de uvas tintas ou da curtimenta conjunta de uvas tintas e brancas, não podendo as uvas brancas ultrapassar 15 por cento do total.